# 布滕海姆
布滕海姆（德語：Buttenheim）是德国巴伐利亚州的一个市镇。总面积30.06平方公里，总人口3394人，其中男性1713人，女性1681人（2011年12月31日），人口密度113人/平方公里。